# Christoph Blümel
Christoph Blümel (* um 1630 in Bolków; † unbekannt; auch Blüemel, Blumel, Plieml, Blimel) war ein deutscher Schauspieler.
Christoph Blümel inskribierte 1649 an der Alma Mater Viadrina in Frankfurt an der Oder. 1654 ist er erstmals als Schauspieler nachweisbar. Er war zuerst für den englischen Theaterprinzipal Joris Jolliphus als Schauspieler und Schreiber tätig, der ihn 1655 in einer Auseinandersetzung verwundete. Im Winter 1656/57 gastierte er unter der Leitung von Johann Ernst Hoffmann und Peter Schwarz am Hof des Kurfürsten Karl Ludwig von der Pfalz in Heidelberg. Im Sommer 1657 arbeitete er wieder für Jolliphus, welcher beim Nürnberger Rat um die Freilassung Christoph Blümels bat, da Blümel wegen eines nicht eingehaltenen Eheversprechens gegenüber der Wirtstochter Maria Katharina Hübner verhaftet worden war. 1659 wurde Christoph Blümel gemeinsam mit Johann Ernst Hoffmann, Peter Schwarz, Ursula Hoffmann, Rebecca Schwarz, Johann Christoph Pernegger, Johann Wohlgehaben, Hans Martin sowie weiteren Komödianten in den Dienst des Erzherzogs Ferdinand Karl am Innsbrucker Hof gestellt. Nach dem Tod Ferdinand Karls 1662 vereinigte sich Blümel mit einem Großteil der ehemals am Innsbrucker Hof bestallten Komödianten unter der Leitung von Hoffmann und Schwarz zu den so genannten Innsbrucker Komödianten. Nach einem Gastspiel am Heidelberger Hof 1667 erhielt die Truppe ein Spielprivileg sowie Titelprädikat für die Kurpfalz. Etwa mit dem Tod Johann Ernst Hoffmanns um 1669 zerfiel die Kerntruppe. Christoph Blümel schloss sich Hoffmanns Witwe Ursula an und ehelichte sie. Vermutlich starb er vor 1676, da er nicht wie sie in den Dienst Johann Christian von Eggenberg am Hoftheater in Český Krumlov eingetreten ist.

## Werke
Von Christoph Blümel stammen nachweislich zwei Theaterhandschriften:
- Comædia Von Der glüeckseligen Eÿfersucht zweschen Rodrich undt Delomira von Valenza. Ein königliches Werckh. Erstlichen gemacht, von Hern Doctor Hiacinto, Andrea Cicognini, auß Florentz in italienischer Sprach, itzo aber in hochteütscher Sprach, auß der italianischen ubersetzt von Ihr Gnad. H. H. N. N. Künickhl. Verbessert aber undt zierlicher in hochteitscher Sprach gegeben durch Chritoph Blümel: Poet, undtertzfürstlicher Comœdiant. Im Iahr 1662. Zu Inspruckh. (Enthalten im Codex Ia 38589, Wienbibliothek; es handelt sich um eine Adaption Giacinto Andrea Cicogninis Le gelosie fortunate del prencipe Rodrigo, 1654.)
- Comoedia genandt der Jude von Venetien. Componirt von Christoph : Blümel studioso Silesiensi. (Rast. 193, Badische Landesbibliothek; es handelt sich um eine Adaption William Shakespeares The Merchant of Venice, 1596.)